# Caffroblatta pulcherrima
Caffroblatta pulcherrima är en kackerlacksart som beskrevs av Rehn, J. A. G. 1922. Caffroblatta pulcherrima ingår i släktet Caffroblatta och familjen småkackerlackor. Inga underarter finns listade.